# Santa Cruz de los Pilares
Santa Cruz de los Pilares är en ort i Mexiko.   Den ligger i kommunen Zumpahuacán och delstaten Mexiko, i den sydöstra delen av landet, 80 km sydväst om huvudstaden Mexico City. Santa Cruz de los Pilares ligger 1 937 meter över havet och antalet invånare är 480.
Terrängen runt Santa Cruz de los Pilares är kuperad, och sluttar söderut. Runt Santa Cruz de los Pilares är det tätbefolkat, med 427 invånare per kvadratkilometer. Närmaste större samhälle är Ixtapan de la Sal, 10,0 km sydväst om Santa Cruz de los Pilares. I omgivningarna runt Santa Cruz de los Pilares växer huvudsakligen savannskog.